# Марина ди Равена (Равена)
Марина ди Равена (итал. Marina di Ravenna) је насеље у Италији у округу Равена, региону Емилија-Ромања.
Према процени из 2011. у насељу је живело 3476 становника. Насеље се налази на надморској висини од 3 м.